# Te Deum

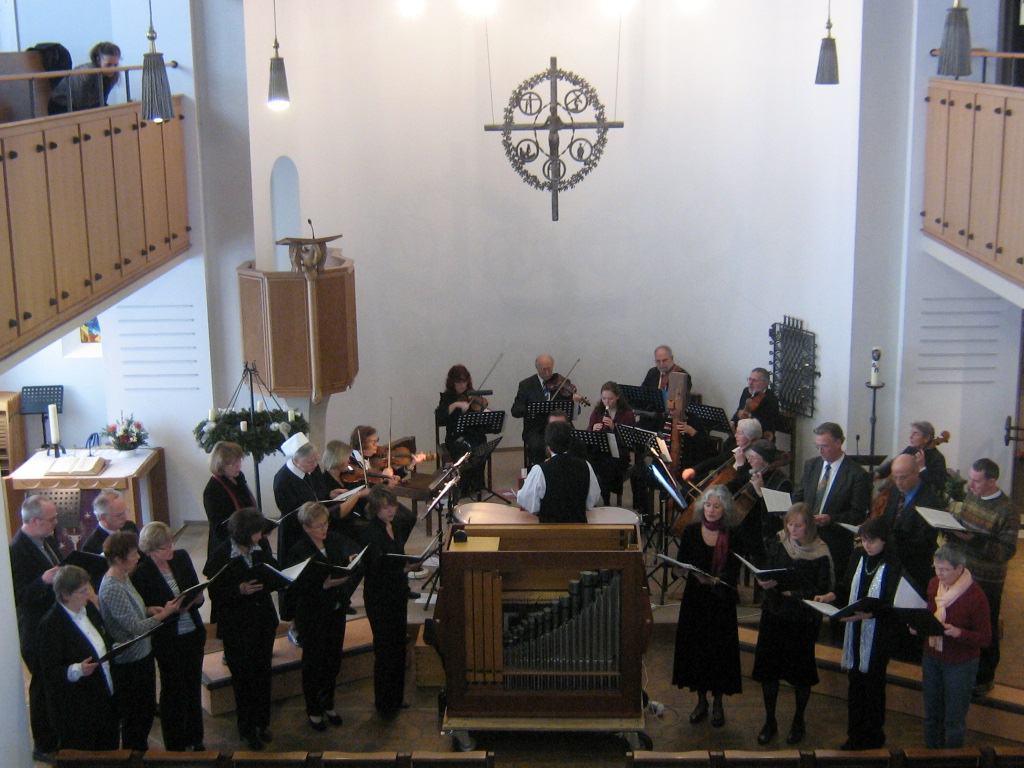
Concert públic del Te Deum de Marc-Antoine Charpentier

Te Deum (en llatí: A tu, Déu, primeres paraules del càntic) és un dels primers himnes cristians, tradicional d'acció de gràcies. Quan no se cita com títol de l'obra sinó com nom comú, s'ha d'emprar en minúscula i en una única paraula: tedèum.
Sol ser entonat en moments de celebració. L'himne continua sent regularment utilitzat per l'Església Catòlica Romana, en l'Ofici de les Lectures enquadrat en la Litúrgia de les Hores. També se sol entonar en les misses celebrades en ocasions especials com en les cerimònies de canonització, l'ordenació de preveres, etc. Els cardenals l'entonen després de l'elecció d'un papa.
Compost originalment en llatí, pren el nom del seu primer vers. Se sol denominar també com «Himne Ambrosià», ja que s'atribueix a Sant Ambròs de Milà, encara que una llegenda indica que el van compondre en comú, inspirats per l'Esperit Sant, Sant Agustí i Sant Ambròs. Quan, l'any 387, Sant Agustí va rebre el baptisme de mans de Sant Ambròs - segueix dient la llegenda -, Ambròs va entonar aquest himne i Agustí anava responent als seus versos.
El seu origen es remunta probablement a la primera meitat del segle iv. En la seva forma actual es troba per primera vegada al «Antiphonarium Benchorense» de Bangor (Irlanda del Nord), que s'ha de datar al voltant de l'any 690. En publicacions recents també se'n cita com a autor el bisbe Niceti de Remesiana (al voltant de l'any 400). Des del segle ix se'n coneixen també diverses traduccions.

## Text en llatí i català
Encara que hi ha diverses versions de l'himne, una de les més acceptades actualment és:
| Text llatí Te Deum laudamus: te Dominum confitemur. Te aeternum Patrem omnis terra veneratur. Tibi omnes Angeli; tibi caeli et universae Potestates; Tibi Cherubim et Seraphim incessabili voce proclamant: Sanctus, Sanctus, Sanctus, Dominus Deus Sabaoth. Pleni sunt caeli et terra maiestatis gloriae tuae. Te gloriosus Apostolorum chorus, Te Prophetarum laudabilis numerus, Te Martyrum candidatus laudat exercitus. Te per orbem terrarum sancta confitetur Ecclesia, Patrem immensae maiestatis: Venerandum tuum verum et unicum Filium; Sanctum quoque Paraclitum Spiritum. Tu Rex gloriae, Christe. Tu Patris sempiternus es Filius. Tu ad liberandum suscepturus hominem, non horruisti Virginis uterum. Tu, devicto mortis aculeo, aperuisti credentibus regna caelorum. Tu ad dexteram Dei sedes, in gloria Patris. Iudex crederis esse venturus. Te ergo quaesumus, tuis famulis subveni: quos pretioso sanguine redemisti. Aeterna fac cum sanctis tuis in gloria numerari. Salvum fac populum tuum, Domine, et benedic hereditati tuae. Et rege eos, et extolle illos usque in aeternum. Per singulos dies benedicimus te; Et laudamus Nomen tuum in saeculum, et in saeculum saeculi. Dignare, Domine, die isto sine peccato nos custodire. Miserere nostri domine, miserere nostri. Fiat misericordia tua, Domine, super nos, quemadmodum speravimus in te. In te, Domine, speravi: non confundar in aeternum. | Una traducció catalana A Tu, oh Déu, et lloem, a Tu, Senyor, et reconeixem. A Tu, etern Pare, et venera tota la creació. Els àngels tots, els cels i totes les potestats t'honoren. Els querubins i serafins et canten sense cessar: Sant, Sant, Sant és el Senyor, Déu de l'univers; Els cels i la terra estan plens de la majestat de la teva glòria. A Tu t'enalteix el gloriós cor dels apòstols, la multitud admirable dels profetes, el blanc exèrcit dels màrtirs. A Tu l'Església santa, estesa per tota la terra, t'aclama: Pare d'immensa majestat, I al teu venerat, veritable i únic Fill, digne de adoració, Esperit Sant, Defensor. Tu ets el Rei de la glòria, Crist. Tu ets el Fill únic del Pare. Tu, per a alliberar a l'home, vas acceptar la condició humana no vas menysprear l'úter de la Verge. Tu, trencades les cadenes de la mort, vas obrir als creients el regne del cel. Tu et sentis a la dreta de Déu en la glòria del Pare. Creiem que un dia has de venir com jutge. Et preguem, doncs, que vinguis en ajuda dels teus serfs, a qui redimires amb la teva preciosa sang. Fes que en la glòria eterna ens associem als teus sants. Salva el teu poble, Senyor, i beneeix el teu hereu. Sigues el seu pastor i enalteix-ho eternament. Dia rere dia et beneïm i lloem el teu nom per a sempre, per eternitat d'eternitats. Digna't, Senyor, en aquest dia guardar-nos del pecat. Tingues pietat de nosaltres, Senyor, tingues pietat de nosaltres. Que la teva misericòrdia, Senyor, vingui sobre nosaltres, com ho esperem de Tu. En Tu, Senyor, espero, no deixis que mai em confongui. |

## Celebració del Te Deum
En a l'àmbit catòlic és tradicional finalitzar l'any amb un tedèum. El papa acostuma a celebrar-lo la tarda del 31 de desembre. En alguns països com Argentina, Colòmbia, Guatemala, Panamà, Paraguai i el Perú, es realitza una cerimònia d'acció de gràcies amb el nom de Te Deum, en ocasió de les festes nacionals de cada nació. A Xile igualment es realitza, encara que té caràcter ecumènic; s'oficia a la Catedral Catòlica Metropolitana de Santiago cada 18 de setembre.